# 133 (szám)
A 133 (római számmal: CXXXIII) egy természetes szám, félprím, a 7 és a 19 szorzata.

## A szám a matematikában
A tízes számrendszerbeli 133-as a kettes számrendszerben 10000101, a nyolcas számrendszerben 205, a tizenhatos számrendszerben 85 alakban írható fel.
A 133 páratlan szám, összetett szám, azon belül félprím, kanonikus alakban a 71 · 191 szorzattal, normálalakban az 1,33 · 102 szorzattal írható fel. Négy osztója van a természetes számok halmazán, ezek növekvő sorrendben: 1, 7, 19 és 133.
Nyolcszögszám.
A 133 négyzete 17 689, köbe 2 352 637, négyzetgyöke 11,53256, köbgyöke 5,10447, reciproka 0,0075188. A 133 egység sugarú kör kerülete 835,66365 egység, területe 55 571,63245 területegység; a 133 egység sugarú gömb térfogata 9 854 702,821 térfogategység.
A 133 helyen az Euler-függvény helyettesítési értéke 108, a Möbius-függvényé 1, a Mertens-függvényé −2.

## A szám mint sorszám, jelzés
A 133-as szám szerepel a Eurotime 133 formaterv nevében.

## Kulturális vonatkozások
A Magyarországi Tanácsköztársaság 133 napon át tartott.